# Bílavsko
Bílavsko (německy Bilau) je vesnice, část města Bystřice pod Hostýnem v okrese Kroměříž. Nachází se asi 2,5 km na jihozápad od Bystřice pod Hostýnem. Prochází zde silnice II/438. Je zde evidováno 108 adres. Trvale zde žije 284 obyvatel. Bílavsko leží ve stejnojmenném katastrálním území o rozloze 6,58 km2.

## Název
Původní podoba jména vesnice byla Býlavsko, odvozená od obecného býlava – „místo porostlé býlím“. Vlivem přídavného jména bílý se začalo (už ve 14. století) jméno psát Bílavsko (ale s -y- se psalo ještě v 18. století).

## Historie
Vesnice je v historických pramenech poprvé zmiňována v roce 1368. Tehdy náležela k nedalekému obřanskému panství, pod správou moravského šlechtice Bočka z Kunštátu a Poděbrad. Po zániku tohoto panství v 15. století díky husitským válkám spadala pod bystřické panství. Už koncem 13. století byl nade vsí vybudován hrádek stejného jména. Rozbořen byl pravděpodobně v dobách česko-uherských válek, jako zřícenina se v pramenech uváděl až do 17. století. Dnes jsou na jeho místě ovšem patrné již jen terénní nerovnosti označující půdorys sídla.
Místní kostel sv. Bartoloměje byl zbudován v roce 1784, zásluhou bystřického kněze Jana Straky v místech, kde předtím stával dřevěný kostelík ze 14. století. Koncem 18. století byl kostel vybaven varhanami.

## Obyvatelstvo

### Struktura
Vývoj počtu obyvatel za celou obec i za jeho jednotlivé části uvádí tabulka níže, ve které se zobrazuje i příslušnost jednotlivých částí k obci či následné odtržení.
| Místní části   | Místní části  | 1869 | 1880 | 1890 | 1900 | 1910 | 1921 | 1930 | 1950 | 1961 | 1970 | 1980 | 1991 | 2001 | 2011 |
| -------------- | ------------- | ---- | ---- | ---- | ---- | ---- | ---- | ---- | ---- | ---- | ---- | ---- | ---- | ---- | ---- |
| Počet obyvatel | část Bílavsko | 274  | 312  | 351  | 398  | 430  | 380  | 408  | 364  | 355  | 340  | 293  | 274  | 284  | 271  |
| Počet domů     | část Bílavsko | 39   | 51   | 55   | 62   | 62   | 61   | 73   | 82   | 85   | 87   | 78   | 96   | 104  | 107  |
|                |               |      |      |      |      |      |      |      |      |      |      |      |      |      |      |

## Pamětihodnosti
- Kostel svatého Bartoloměje
- Socha svatého Floriána
- Zřícenina hradu Chlum